# Temporada 2019-2020 de l'Atlètic Balears
La temporada 2019-2020 de l'Atlètic Balears va ser la 78ª temporada del club d'ençà de la fusió i la 100ª de la història del club d'ençà de la fundació del Balears FC, l'any del centenari. El club competí a Segona Divisió B, després que la temporada anterior no hagués assolit l'ascens a Segona A tot i haver acabat campió del seu grup. Després de nou temporades inclòs dins el grup 3 d'aquesta divisió, aquest any fou inclòs al grup 1. Després d'una temporada marcada per la pandèmia per COVID-19, el club va reeditar el liderat, però per segon any consecutiu no va reeixir en l'ascens. A més, va participar en la Copa del Rei, per 30ª vegada a la història, tot i que no va passar de la primera ronda. També va ser la temporada en què el club va tornar a l'Estadi Balear, clausurat l'estiu de 2013, després de sis temporades a Son Malferit i altres camps.

## Esdeveniments

### Pretemporada
La temporada anterior, després d'una gran campanya, el club va acabar líder del grup, però no va poder assolir l'ascens a Segona A, de manera que l'estiu de 2019 hi hagué incerteses respecte els homes més importants del club, tant del tècnic Manix Mandiola com dels principals jugadors. Mentre que la renovació de Mandiola, considerat el principal motiu de la bona campanya, arribà a bon port, no fou tant així amb els jugadors clau de la temporada anterior.
D'altra banda, ja hi havia la certesa que l'equip podria començar la temporada dins el renovat Estadi Balear, per bé que es preveia que les obres no haurien acabat i que es perllongarien al llarg de tota la temporada. No obstant això, el camp seria apte per disputar la competició i per acollir una quantitat raonable d'espectadors, malgrat les obres.
A començament de juliol es va saber que l'equip competiria al grup 1 de la divisió, a diferència dels anys anteriors, que havia competit al grup 3. Aquest canvi comportà que, en comptes de viatjar per jugar contra equips valencians i principatins, viatjaria a Galícia i Madrid, a més d'un desplaçament a Las Palmas i un a Melilla (i dos a Eivissa). Aquesta notícia fou rebuda amb rebuig tant del club com dels aficionats, que jutjaven que el canvi de grup seria negatiu per l'equip.
Pel que fa a la renovació de jugadors, l'equip no pogué contenir la fuga d'estrelles cap a equips de divisions superiors o projectes diferents. Així, el capità Francesc Fullana posà rumb cap a la SD Ponferradina, l'ariet Nuha Marong se n'anà al Racing de Santander, l'extrem Samuel Shashoua (propietat del Tottenham Hotspur FC) fou cedit al CD Tenerife i el porter Carl Klaus fou contractat pel SV Darmstadt 98, tots de segona divisió (espanyola i alemanya). A més, el lateral Kike López fitxà per la Unió Esportiva Eivissa i el davanter Hugo Díaz ho feu pel CF Salmantino, de Segona B. Altres jugadors de l'equip, com Rubén González, Biel Guasp, Álvaro Vega, Pedro Ortiz o Marcos Jiménez de la Espada Martín també abandonaren el club.
La situació era d'intranquil·litat entre els aficionats, atès que els jugadors més importants de la temporada, que havien portat el club a aconseguir el lideratge i a estar a punt de tornar, setanta anys més tard, a Segona, havien abandonat el club. Solament havien romàs Alberto Castaño Canario, Alberto Villapalos, Marc Rovirola, Guillem Vallori, José Peris i Manu Herrera. No obstant això, les incorporacions arribaren, qualcuna de les quals d'encoratjadora. Tornà el porter Xavi Ginard i foren notables les incorporacions dels davanters Diego Cervero i Tony Gabarre, a més d'Arturo Rodríguez; dels extrems David Haro, Jorge Ortiz, Alberto Gil i José García; dels migcampistes Jordan Holsgrove i Gorka Iturraspe; i dels defenses Luca Ferrone, Borja San Emeterio, Pedro Orfila i José Carlos Caballero Checa, a més de l'exjugador de l'Athletic de Bilbao Jon Aurtenetxe. La major part provenien d'equips de la mateixa categoria que el Balears.
La pretemporada de l'equip no fou gens bona: l'equip patí quatre derrotes contra equips de nivell similar i se'n va endur el Trofeu Nicolau Brondo als penals contra la UE Poblera, de tercera divisió.
El 20 d'agost s'anuncià la baixa de llarga duració de Canario, jugador clau la temporada anterior i molt estimat i valorat per l'afició. Finalment, la lesió s'allargaria i el gener el club li retiraria la fitxa fins a final de temporada i el renovaria una temporada, esperant que es pogués incorporar la temporada següent.

### Primera volta
La temporada començà el 25 d'agost amb un partit a Llangréu contra l'Unión Popular Langreo, que va acabar amb victòria per 0-1 del Balears. Una setmana més tard, dia primer de setembre, entre moltíssima d'expectació a la ciutat, es disputaria el primer partit a casa, contra el el filial de la UD Las Palmas, en la reinauguració (sense acte oficial) del nou Estadi Balear. El partit acabà amb victòria local gràcies a un gol d'Arturo Rodríguez, en el qual acudiren 2.741 persones, la màxima capacitat.
El començament de l'equip fou un dels millors de la història del club. Després de perdre un partit a fora contra el Rayo Majadahonda, l'equip encadenà vuit victòries consecutives i se situà líder del grup a cinc punts del segon i deu del cinquè (que marca el límit del play-off).
Tot i les bones notícies en el pla esportiu, en l'institucional les coses es torceren. A mitjan setembre, l'Ajuntament paralitzà les obres de reforma de la resta de l'estadi tot al·legant que el club no havia procurat tota la documentació necessària per obtenir els permisos necessaris. S'esdevengué que, fins llavors, els permisos havien estat a silentio, i ara a Cort es volien assegurar que la normativa es complia, motiu pel qual aturaren les obres per revisar la documentació. No obstant això, els partits es continuaren de disputar a l'estadi sense problemes. Els permisos generals no es renovaren, però es permeté d'acabar la pantalla acústica que protegia de la Via de Cintura i d'instal·lar unes grades supletòries provisionals que augmentaren la capacitat a entorn d'entorn de 3.200 espectadors.
Després de dos empats contra els filials de l'Atlètic de Madrid i del Reial Madrid, l'equip agafà un ritme de victòries més pausat i alternà victòries i derrotes, sempre mantenint-se com a líder del grup.
El 17 de desembre l'equip viatjà Salamanca per disputar el partit corresponent a la primera ronda de la Copa del Rei contra l'Unionistas de Salamanca, que llavors era coer del grup 2 de la mateixa divisió. L'Àtlètic alineà un onze que combinavssa titulars i suplens habituals i no fou capaç de derrotar l'Unionistas.
L'onze titular durant la primera volta no fou fix, però es mantengueren com a indiscutibles Manu Herrera a la porteria, Guillem Vallori i José Peris al centre i lateral de la defensa, Alberto Villapalos al centre del camp, David Haro i Jorge Ortiz als extrems i Tony Gabarre com a davanter centre. La resta de posicions, per rotacions o lesions, les alternaren diversos jugadors. A la defensa, Jon Aurtenetxe i Pedro Orfila eren habituals com a companys de Vallori o substituts al lateral, i Borja San Emeterio i Luca Ferrone es repartiren el lateral dret. El company més habitual de Villapalos fou Marc Rovirola o Jordan Holsgrove, quan el primer estava disponible i en funció del partit, mentre que Gorka Iturraspe era habitual a la mitja punta quan no patia lesió. Els atacants José García, Alberto Gil i Arturo Rodríguez no gaudiren més que d'oportunitats com a recanvis o en cas de lesió, mentre que José Carlos Caballero Checa i Diego Cervero tengueren una participació testimonial. El porter suplent Xavi Ginard disputà set partits per mor d'una lesió de Manu Herrera.

### Segona volta
Arribat el mercat de fitxatges, el club prescindí de José Carlos Caballero Checa, Diego Cervero i José García. També donà de baixa Canario atès que la recuperació no avançava, però el renovà per la pròxima temporada fins al juny de 2021. En el seu lloc contractà els serveis del defensa del Racing Óscar Gil, del davanter Dejan Lekić, que arribà lesionat, i anuncià el retorn del jove Samuel Shashoua, que havia estat lesionat i no havia debutat amb el Tenerife, el qual arribà amb el seu germà Armando Shashoua, tots dos migcampistes de joc ofensiu i elèctric. La segona volta donà oportunitats al jove extrem Alberto Gil, que ocupà la posició de Jorge Ortiz, lesionat al començament de l'any.
L'onze de març s'anuncià la suspensió de la competició per la pandèmia per coronavirus, tres dies després de la derrota a casa contra la UE Eivissa, que tot i així deixava el club com a líder del grup. Finalment, el sis de maig la Federació anuncià el final de la temporada i la celebració d'uns play-offs d'ascens amb els resultats vigents en la classificació, cosa que comportava la proclamació de l'Atlètic Balears com a campió de grup.
Malgrat el liderat, l'equip perdé el primer partit del play-off, que hauria comportat l'ascens definitiu, contra el Cartagena després d'un 0-0 i derrota als penals. En la repesca, s'enfrontà a la UE Cornellà, però caigué per 0-1 després d'un gol al minut 81. D'aquesta manera, el club acabà a les portes de l'ascens a Segona per segon any consecutiu.

## Plantilla
| N. | Pos. | Nac. | Jugador                      |
| -- | ---- | --- | ---------------------------- |
| 1  | POR  | [[Fitxer:Flag of the Community of Madrid.svg\|23x15px\|border \|alt=Comunitat de Madrid\|link=Selecció de futbol de Comunitat de Madrid\|{{#if:\|]] | Manu Herrera                 |
| 13 | POR  | [[Fitxer:Bandera del Reino de Mallorca.svg\|23x15px\|border \|alt=Mallorca\|link=Selecció de futbol de Mallorca\|{{#if:\|]]                         | Xavi Ginard                  |
| 2  | DEF  | [[Fitxer:Flag of Italy.svg\|23x15px\|border \|alt=Itàlia\|link=Selecció de futbol d'Itàlia\|{{#if:\|]]                                              | Luca Ferrone                 |
| 3  | DEF  | [[Fitxer:Flag of the Valencian Community (2x3).svg\|23x15px\|border \|alt=País Valencià\|link=Selecció de futbol del País Valencià\|{{#if:\|]]      | José Peris                   |
| 4  | DEF  | [[Fitxer:Bandera del Reino de Mallorca.svg\|23x15px\|border \|alt=Mallorca\|link=Selecció de futbol de Mallorca\|{{#if:\|]]                         | Guillem Vallori              |
| 5  | DEF  | [[Fitxer:Flag of Cantabria.svg\|23x15px\|border \|alt=Cantàbria\|link=Selecció de futbol de Cantàbria\|{{#if:\|]]                                   | Borja San Emeterio           |
| 14 | DEF  | [[Fitxer:Flag of Andalucía.svg\|23x15px\|border \|alt=Andalusia\|link=Selecció de futbol d'Andalusia\|{{#if:\|]]                                    | José Carlos Caballero Checa* |
| 14 | DEF  | [[Fitxer:Bandera de Navarra.svg\|23x15px\|border \|alt=Navarra\|link=Selecció de futbol de Navarra\|{{#if:\|]]                                      | Óscar Gil**                  |
| 15 | DEF  | [[Fitxer:Flag of the Basque Country.svg\|23x15px\|border \|alt=País Basc\|link=Selecció de futbol del País Basc\|{{#if:\|]]                         | Jon Aurtenetxe               |
| 18 | DEF  | [[Fitxer:Flag of Asturias.svg\|23x15px\|border \|alt=Astúries\|link=Selecció de futbol d'Astúries\|{{#if:\|]]                                       | Pedro Orfila                 |
| 6  | MIG  | [[Fitxer:Flag of the Community of Madrid.svg\|23x15px\|border \|alt=Comunitat de Madrid\|link=Selecció de futbol de Comunitat de Madrid\|{{#if:\|]] | Alberto Villapalos           |
| 8  | MIG  | [[Fitxer:Flag of Catalonia.svg\|23x15px\|border \|alt=Catalunya\|link=Selecció de futbol de Catalunya\|{{#if:\|]]                                   | Marc Rovirola                |

| N. | Pos. | Nac. | Jugador                  |
| -- | ---- | --- | ------------------------ |
| 12 | MIG  | [[Fitxer:Flag of Scotland.svg\|23x15px\|border \|alt=Escòcia\|link=Selecció de futbol d'Escòcia\|{{#if:\|]]                                    | Jordan Holsgrove         |
| 20 | MIG  | [[Fitxer:Flag of the Basque Country.svg\|23x15px\|border \|alt=País Basc\|link=Selecció de futbol del País Basc\|{{#if:\|]]                    | Gorka Iturraspe          |
| 22 | MIG  | [[Fitxer:Flag of England.svg\|23x15px\|border \|alt=Anglaterra\|link=Selecció de futbol d'Anglaterra\|{{#if:\|]]                               | Armando Shashoua*        |
| 7  | DAV  | [[Fitxer:Flag of Catalonia.svg\|23x15px\|border \|alt=Catalunya\|link=Selecció de futbol de Catalunya\|{{#if:\|]]                              | David Haro               |
| 9  | DAV  | [[Fitxer:Flag of Aragon.svg\|23x15px\|border \|alt=Aragó\|link=Selecció de futbol d'Aragó\|{{#if:\|]]                                          | Toni Gabarre             |
| 10 | DAV  | [[Fitxer:Flag of Castile and León.svg\|23x15px\|border \|alt=Castella i Lleó\|link=Selecció de futbol de Castella i Lleó\|{{#if:\|]]           | Alberto Castaño Canario* |
| 11 | DAV  | [[Fitxer:Bandera Castilla-La Mancha.svg\|23x15px\|border \|alt=Castella - la Manxa\|link=Castella - la Manxa\|{{#if:\|]]                       | Jorge Ortiz              |
| 16 | DAV  | [[Fitxer:Flag of England.svg\|23x15px\|border \|alt=Anglaterra\|link=Selecció de futbol d'Anglaterra\|{{#if:\|]]                               | Samuel Shashoua**        |
| 17 | DAV  | [[Fitxer:Flag of the Valencian Community (2x3).svg\|23x15px\|border \|alt=País Valencià\|link=Selecció de futbol del País Valencià\|{{#if:\|]] | Alberto Gil              |
| 19 | DAV  | [[Fitxer:Flag of Asturias.svg\|23x15px\|border \|alt=Astúries\|link=Selecció de futbol d'Astúries\|{{#if:\|]]                                  | Diego Cervero*           |
| 19 | DAV  | [[Fitxer:Flag of Serbia.svg\|23x15px\|border \|alt=Sèrbia\|link=Selecció de futbol de Sèrbia\|{{#if:\|]]                                       | Dejan Lekić**            |
| 21 | DAV  | [[Fitxer:Flag of the Region of Murcia.svg\|23x15px\|border \|alt=Regió de Múrcia\|link=Selecció de futbol de Múrcia\|{{#if:\|]]                | Arturo Rodríguez         |
| 22 | DAV  | [[Fitxer:Bandera de Navarra.svg\|23x15px\|border \|alt=Navarra\|link=Selecció de futbol de Navarra\|{{#if:\|]]                                 | José García**            |

| N. | Pos. | Nac. | Jugador                      |
| -- | ---- | --- | ---------------------------- |
| 1  | POR  | [[Fitxer:Flag of the Community of Madrid.svg\|23x15px\|border \|alt=Comunitat de Madrid\|link=Selecció de futbol de Comunitat de Madrid\|{{#if:\|]] | Manu Herrera                 |
| 13 | POR  | [[Fitxer:Bandera del Reino de Mallorca.svg\|23x15px\|border \|alt=Mallorca\|link=Selecció de futbol de Mallorca\|{{#if:\|]]                         | Xavi Ginard                  |
| 2  | DEF  | [[Fitxer:Flag of Italy.svg\|23x15px\|border \|alt=Itàlia\|link=Selecció de futbol d'Itàlia\|{{#if:\|]]                                              | Luca Ferrone                 |
| 3  | DEF  | [[Fitxer:Flag of the Valencian Community (2x3).svg\|23x15px\|border \|alt=País Valencià\|link=Selecció de futbol del País Valencià\|{{#if:\|]]      | José Peris                   |
| 4  | DEF  | [[Fitxer:Bandera del Reino de Mallorca.svg\|23x15px\|border \|alt=Mallorca\|link=Selecció de futbol de Mallorca\|{{#if:\|]]                         | Guillem Vallori              |
| 5  | DEF  | [[Fitxer:Flag of Cantabria.svg\|23x15px\|border \|alt=Cantàbria\|link=Selecció de futbol de Cantàbria\|{{#if:\|]]                                   | Borja San Emeterio           |
| 14 | DEF  | [[Fitxer:Flag of Andalucía.svg\|23x15px\|border \|alt=Andalusia\|link=Selecció de futbol d'Andalusia\|{{#if:\|]]                                    | José Carlos Caballero Checa* |
| 14 | DEF  | [[Fitxer:Bandera de Navarra.svg\|23x15px\|border \|alt=Navarra\|link=Selecció de futbol de Navarra\|{{#if:\|]]                                      | Óscar Gil**                  |
| 15 | DEF  | [[Fitxer:Flag of the Basque Country.svg\|23x15px\|border \|alt=País Basc\|link=Selecció de futbol del País Basc\|{{#if:\|]]                         | Jon Aurtenetxe               |
| 18 | DEF  | [[Fitxer:Flag of Asturias.svg\|23x15px\|border \|alt=Astúries\|link=Selecció de futbol d'Astúries\|{{#if:\|]]                                       | Pedro Orfila                 |
| 6  | MIG  | [[Fitxer:Flag of the Community of Madrid.svg\|23x15px\|border \|alt=Comunitat de Madrid\|link=Selecció de futbol de Comunitat de Madrid\|{{#if:\|]] | Alberto Villapalos           |
| 8  | MIG  | [[Fitxer:Flag of Catalonia.svg\|23x15px\|border \|alt=Catalunya\|link=Selecció de futbol de Catalunya\|{{#if:\|]]                                   | Marc Rovirola                |

| N. | Pos. | Nac. | Jugador                  |
| -- | ---- | --- | ------------------------ |
| 12 | MIG  | [[Fitxer:Flag of Scotland.svg\|23x15px\|border \|alt=Escòcia\|link=Selecció de futbol d'Escòcia\|{{#if:\|]]                                    | Jordan Holsgrove         |
| 20 | MIG  | [[Fitxer:Flag of the Basque Country.svg\|23x15px\|border \|alt=País Basc\|link=Selecció de futbol del País Basc\|{{#if:\|]]                    | Gorka Iturraspe          |
| 22 | MIG  | [[Fitxer:Flag of England.svg\|23x15px\|border \|alt=Anglaterra\|link=Selecció de futbol d'Anglaterra\|{{#if:\|]]                               | Armando Shashoua*        |
| 7  | DAV  | [[Fitxer:Flag of Catalonia.svg\|23x15px\|border \|alt=Catalunya\|link=Selecció de futbol de Catalunya\|{{#if:\|]]                              | David Haro               |
| 9  | DAV  | [[Fitxer:Flag of Aragon.svg\|23x15px\|border \|alt=Aragó\|link=Selecció de futbol d'Aragó\|{{#if:\|]]                                          | Toni Gabarre             |
| 10 | DAV  | [[Fitxer:Flag of Castile and León.svg\|23x15px\|border \|alt=Castella i Lleó\|link=Selecció de futbol de Castella i Lleó\|{{#if:\|]]           | Alberto Castaño Canario* |
| 11 | DAV  | [[Fitxer:Bandera Castilla-La Mancha.svg\|23x15px\|border \|alt=Castella - la Manxa\|link=Castella - la Manxa\|{{#if:\|]]                       | Jorge Ortiz              |
| 16 | DAV  | [[Fitxer:Flag of England.svg\|23x15px\|border \|alt=Anglaterra\|link=Selecció de futbol d'Anglaterra\|{{#if:\|]]                               | Samuel Shashoua**        |
| 17 | DAV  | [[Fitxer:Flag of the Valencian Community (2x3).svg\|23x15px\|border \|alt=País Valencià\|link=Selecció de futbol del País Valencià\|{{#if:\|]] | Alberto Gil              |
| 19 | DAV  | [[Fitxer:Flag of Asturias.svg\|23x15px\|border \|alt=Astúries\|link=Selecció de futbol d'Astúries\|{{#if:\|]]                                  | Diego Cervero*           |
| 19 | DAV  | [[Fitxer:Flag of Serbia.svg\|23x15px\|border \|alt=Sèrbia\|link=Selecció de futbol de Sèrbia\|{{#if:\|]]                                       | Dejan Lekić**            |
| 21 | DAV  | [[Fitxer:Flag of the Region of Murcia.svg\|23x15px\|border \|alt=Regió de Múrcia\|link=Selecció de futbol de Múrcia\|{{#if:\|]]                | Arturo Rodríguez         |
| 22 | DAV  | [[Fitxer:Bandera de Navarra.svg\|23x15px\|border \|alt=Navarra\|link=Selecció de futbol de Navarra\|{{#if:\|]]                                 | José García**            |

- *: Aquests jugadors abandonaren el club durant el mercat d'hivern. Canario no abandonà el club, però fou donat de baixa atesa la duració de la lesió que patia.[7]
- **: Aquests jugadors arribaren al club durant el mercat d'hivern

### Altes
| N. | Pos. | Nac. | Jugador                                        |
| -- | ---- | --- | ---------------------------------------------- |
| 13 | POR  | [[Fitxer:Bandera del Reino de Mallorca.svg\|23x15px\|border \|alt=Mallorca\|link=Selecció de futbol de Mallorca\|{{#if:\|]]                    | Xavi Ginard (Procedent de la UE Olot)          |
| 19 | DAV  | [[Fitxer:Flag of Asturias.svg\|23x15px\|border \|alt=Astúries\|link=Selecció de futbol d'Astúries\|{{#if:\|]]                                  | Diego Cervero (Procedent del Burgos CF)        |
| 9  | DAV  | [[Fitxer:Flag of Aragon.svg\|23x15px\|border \|alt=Aragó\|link=Selecció de futbol d'Aragó\|{{#if:\|]]                                          | Toni Gabarre (Procedent del CD Tudelano)       |
| 21 | DAV  | [[Fitxer:Flag of the Region of Murcia.svg\|23x15px\|border \|alt=Regió de Múrcia\|link=Selecció de futbol de Múrcia\|{{#if:\|]]                | Arturo Rodríguez (Procedent del CE Sabadell)   |
| 7  | DAV  | [[Fitxer:Flag of Catalonia.svg\|23x15px\|border \|alt=Catalunya\|link=Selecció de futbol de Catalunya\|{{#if:\|]]                              | David Haro (Procedent del GIF Sundsvall suec)  |
| 11 | DAV  | [[Fitxer:Bandera Castilla-La Mancha.svg\|23x15px\|border \|alt=Castella - la Manxa\|link=Castella - la Manxa\|{{#if:\|]]                       | Jorge Ortiz (Procedent de la Cultural Leonesa) |
| 17 | DAV  | [[Fitxer:Flag of the Valencian Community (2x3).svg\|23x15px\|border \|alt=País Valencià\|link=Selecció de futbol del País Valencià\|{{#if:\|]] | Alberto Gil (Procedent del Real Valladolid B)  |
| 22 | DAV  | [[Fitxer:Bandera de Navarra.svg\|23x15px\|border \|alt=Navarra\|link=Selecció de futbol de Navarra\|{{#if:\|]]                                 | José García (Procedent de l'Extremadura UD)    |

| N. | Pos. | Nac. | Jugador                                                      |
| -- | ---- | --- | ------------------------------------------------------------ |
| 12 | MIG  | [[Fitxer:Flag of Scotland.svg\|23x15px\|border \|alt=Escòcia\|link=Selecció de futbol d'Escòcia\|{{#if:\|]]                 | Jordan Holsgrove (Procedent del Reading FC anglès)           |
| 20 | MIG  | [[Fitxer:Flag of the Basque Country.svg\|23x15px\|border \|alt=País Basc\|link=Selecció de futbol del País Basc\|{{#if:\|]] | Gorka Iturraspe (Procedent del SD Amorebieta)                |
| 2  | DEF  | [[Fitxer:Flag of Italy.svg\|23x15px\|border \|alt=Itàlia\|link=Selecció de futbol d'Itàlia\|{{#if:\|]]                      | Luca Ferrone (Procedent del CD Ebro)                         |
| 5  | DEF  | [[Fitxer:Flag of Cantabria.svg\|23x15px\|border \|alt=Cantàbria\|link=Selecció de futbol de Cantàbria\|{{#if:\|]]           | Borja San Emeterio (Procedent del CD Lugo)                   |
| 18 | DEF  | [[Fitxer:Flag of Asturias.svg\|23x15px\|border \|alt=Astúries\|link=Selecció de futbol d'Astúries\|{{#if:\|]]               | Pedro Orfila (Procedent del FC Cartagena)                    |
| 14 | DEF  | [[Fitxer:Flag of Andalucía.svg\|23x15px\|border \|alt=Andalusia\|link=Selecció de futbol d'Andalusia\|{{#if:\|]]            | José Carlos Caballero Checa (Procedent del Sevilla Atlético) |
| 15 | DEF  | [[Fitxer:Flag of the Basque Country.svg\|23x15px\|border \|alt=País Basc\|link=Selecció de futbol del País Basc\|{{#if:\|]] | Jon Aurtenetxe (Procedent del Adelaide Cornets)              |

### Baixes
| N. | Pos. | Nac. | Jugador                                     |
| -- | ---- | --- | ------------------------------------------- |
| —  | POR  | [[Fitxer:Flag of Germany.svg\|23x15px\|border \|alt=Alemanya\|link=Selecció de futbol d'Alemanya\|{{#if:\|]]                         | Carl Klaus (Al SV Darmstadt 98)             |
| —  | DEF  | [[Fitxer:Flag of the Basque Country.svg\|23x15px\|border \|alt=País Basc\|link=Selecció de futbol del País Basc\|{{#if:\|]]          | Rubén González (A la UE Eivissa)            |
| —  | DEF  | [[Fitxer:Bandera del Reino de Mallorca.svg\|23x15px\|border \|alt=Mallorca\|link=Selecció de futbol de Mallorca\|{{#if:\|]]          | Biel Guasp (Sense equip)                    |
| —  | DEF  | [[Fitxer:Flag of Andalucía.svg\|23x15px\|border \|alt=Andalusia\|link=Selecció de futbol d'Andalusia\|{{#if:\|]]                     | Álvaro Vega (A la RB Linense)               |
| —  | DEF  | [[Fitxer:Flag of Castile and León.svg\|23x15px\|border \|alt=Castella i Lleó\|link=Selecció de futbol de Castella i Lleó\|{{#if:\|]] | Kike López (A la UE Eivissa)                |
| —  | MIG  | [[Fitxer:Flag of Nigeria.svg\|23x15px\|border \|alt=Nigèria\|link=Selecció de futbol de Nigèria\|{{#if:\|]]                          | Ody Alfa (Al Billericay Town de 6ª anglesa) |
| —  | MIG  | [[Fitxer:Bandera del Reino de Mallorca.svg\|23x15px\|border \|alt=Mallorca\|link=Selecció de futbol de Mallorca\|{{#if:\|]]          | Francesc Fullana (A la SD Ponferradina)     |
| —  | MIG  | [[Fitxer:Bandera del Reino de Mallorca.svg\|23x15px\|border \|alt=Mallorca\|link=Selecció de futbol de Mallorca\|{{#if:\|]]          | Pedro Ortiz (Al Sevilla Atlético)           |

| N. | Pos. | Nac. | Jugador                                               |
| -- | ---- | --- | ----------------------------------------------------- |
| —  | MIG  | [[Fitxer:Flag of Galicia.svg\|23x15px\|border \|alt=Galícia\|link=Selecció de futbol de Galícia\|{{#if:\|]]                         | Yelko Pino (Sense equip)                              |
| —  | DAV  | [[Fitxer:Flag of England.svg\|23x15px\|border \|alt=Anglaterra\|link=Selecció de futbol d'Anglaterra\|{{#if:\|]]                    | Samuel Shashoua (Al CD Tenerife)                      |
| —  | DAV  | [[Fitxer:Flag of Paraguay.svg\|23x15px\|border \|alt=Paraguai\|link=Selecció de futbol del Paraguai\|{{#if:\|]]                     | Rodrigo Cuenca (Al CE Felanitx)                       |
| —  | DAV  | [[Fitxer:Flag of Andalucía.svg\|23x15px\|border \|alt=Andalusia\|link=Selecció de futbol d'Andalusia\|{{#if:\|]]                    | Hugo Díaz (Al CF Salmantino)                          |
| —  | DAV  | [[Fitxer:Flag of the Canary Islands.svg\|23x15px\|border \|alt=Illes Canàries\|link=Selecció de futbol d'Illes Canàries\|{{#if:\|]] | Adrián Hernández (Al Barakaldo CF)                    |
| —  | DAV  | [[Fitxer:Bandera del Reino de Mallorca.svg\|23x15px\|border \|alt=Mallorca\|link=Selecció de futbol de Mallorca\|{{#if:\|]]         | Marcos De la Espada (A l'East Bengal Club de l'Índia) |
| —  | DAV  | [[Fitxer:Flag of Catalonia.svg\|23x15px\|border \|alt=Catalunya\|link=Selecció de futbol de Catalunya\|{{#if:\|]]                   | Nuha Marong (Al Racing de Santander)                  |

### Mercat d'hivern
| N. | Pos. | Nac. | Jugador                                               |
| -- | ---- | --- | ----------------------------------------------------- |
| 14 | DEF  | [[Fitxer:Bandera de Navarra.svg\|23x15px\|border \|alt=Navarra\|link=Selecció de futbol de Navarra\|{{#if:\|]]   | Óscar Gil (Procedent del Racing de Santander)         |
| 22 | MIG  | [[Fitxer:Flag of England.svg\|23x15px\|border \|alt=Anglaterra\|link=Selecció de futbol d'Anglaterra\|{{#if:\|]] | Armando Shashoua (Procedent del Tottenham Hotspur FC) |
| 16 | DAV  | [[Fitxer:Flag of England.svg\|23x15px\|border \|alt=Anglaterra\|link=Selecció de futbol d'Anglaterra\|{{#if:\|]] | Samuel Shashoua (Procedent del CD Tenerife)           |
| 19 | DAV  | [[Fitxer:Flag of Serbia.svg\|23x15px\|border \|alt=Sèrbia\|link=Selecció de futbol de Sèrbia\|{{#if:\|]]         | Dejan Lekić (Fins llavors sense equip)                |

| N. | Pos. | Nac. | Jugador                                               |
| -- | ---- | --- | ----------------------------------------------------- |
| 14 | DEF  | [[Fitxer:Bandera de Navarra.svg\|23x15px\|border \|alt=Navarra\|link=Selecció de futbol de Navarra\|{{#if:\|]]   | Óscar Gil (Procedent del Racing de Santander)         |
| 22 | MIG  | [[Fitxer:Flag of England.svg\|23x15px\|border \|alt=Anglaterra\|link=Selecció de futbol d'Anglaterra\|{{#if:\|]] | Armando Shashoua (Procedent del Tottenham Hotspur FC) |
| 16 | DAV  | [[Fitxer:Flag of England.svg\|23x15px\|border \|alt=Anglaterra\|link=Selecció de futbol d'Anglaterra\|{{#if:\|]] | Samuel Shashoua (Procedent del CD Tenerife)           |
| 19 | DAV  | [[Fitxer:Flag of Serbia.svg\|23x15px\|border \|alt=Sèrbia\|link=Selecció de futbol de Sèrbia\|{{#if:\|]]         | Dejan Lekić (Fins llavors sense equip)                |

| N. | Pos. | Nac. | Jugador                                            |
| -- | ---- | --- | -------------------------------------------------- |
| 14 | DEF  | [[Fitxer:Flag of Andalucía.svg\|23x15px\|border \|alt=Andalusia\|link=Selecció de futbol d'Andalusia\|{{#if:\|]]                     | José Carlos Caballero Checa (A l'Arenas Club)      |
| 19 | DAV  | [[Fitxer:Flag of Asturias.svg\|23x15px\|border \|alt=Astúries\|link=Selecció de futbol d'Astúries\|{{#if:\|]]                        | Diego Cervero (Al Barakaldo CF)                    |
| 22 | DAV  | [[Fitxer:Bandera de Navarra.svg\|23x15px\|border \|alt=Navarra\|link=Selecció de futbol de Navarra\|{{#if:\|]]                       | José García (Al Pontevedra CF)                     |
| 10 | DAV  | [[Fitxer:Flag of Castile and León.svg\|23x15px\|border \|alt=Castella i Lleó\|link=Selecció de futbol de Castella i Lleó\|{{#if:\|]] | Alberto Castaño Canario (Donat de baixa per lesió) |

| N. | Pos. | Nac. | Jugador                                            |
| -- | ---- | --- | -------------------------------------------------- |
| 14 | DEF  | [[Fitxer:Flag of Andalucía.svg\|23x15px\|border \|alt=Andalusia\|link=Selecció de futbol d'Andalusia\|{{#if:\|]]                     | José Carlos Caballero Checa (A l'Arenas Club)      |
| 19 | DAV  | [[Fitxer:Flag of Asturias.svg\|23x15px\|border \|alt=Astúries\|link=Selecció de futbol d'Astúries\|{{#if:\|]]                        | Diego Cervero (Al Barakaldo CF)                    |
| 22 | DAV  | [[Fitxer:Bandera de Navarra.svg\|23x15px\|border \|alt=Navarra\|link=Selecció de futbol de Navarra\|{{#if:\|]]                       | José García (Al Pontevedra CF)                     |
| 10 | DAV  | [[Fitxer:Flag of Castile and León.svg\|23x15px\|border \|alt=Castella i Lleó\|link=Selecció de futbol de Castella i Lleó\|{{#if:\|]] | Alberto Castaño Canario (Donat de baixa per lesió) |

## Resultats
Victòria
      Empat
      Derrota
L'equip va disputar cinc partits de pretemporada, tres dels quals a Múrcia i dos a Mallorca. Es tractava de tres amistosos, el Trofeu Casa Miss de la Pobla i el Trofeu Nicolau Brondo, de la casa.

### Pretemporada
| 29 juliol 2019 | UD Sanse                  | 2 - 1  | CE Atlètic Balears | Múrcia          |  |
| 10:00 CEST     | Iván Bueno 44' · Álex 90' | [ 20 ] | Marcos 63'         | Pinatar Arena · |  |

| 3 agost 2019 | CE Atlètic Balears                     | 2 - 3  | FC Cartagena                        | Múrcia          |  |
| 20:00 CEST   | Ayala (p.p.) 38' · Gorka Iturraspe 47' | [ 21 ] | Verza 19' · Ismael 68' · Ismael 83' | Pinatar Arena · |  |

| 5 agost 2019 | CE Atlètic Balears | 0 - 3  | Shabab Al-Ahli Dubai                                      | Múrcia          |  |
| 19:00 CEST   |                    | [ 22 ] | Luvannor 50' · Mohammad Juma Eid 59' · Adeel Alchadli 66' | Pinatar Arena · |  |

#### Trofeu Casa Miss-Jotul
| 14 agost 2019 | UE Poblera     | 1 - 0  | CE Atlètic Balears | La Pobla                |  |
| 19:30 CEST    | Aitor Pons 41' | [ 23 ] |                    | Municipal de la Pobla · |  |

#### Trofeu Nicolau Brondo
| 17 agost 2019 | CE Atlètic Balears | 0 - 0  | UE Poblera | Son Malferit            |  |
| 17:30         |                    | [ 24 ] |            | Municipal de la Pobla · |  |

### Lliga
| 25 agost 2019 | UP Llangréu | 0 - 1  | CE Atlètic Balears     | Llangréu              |  |
| 12:00 CEST    |             | [ 25 ] | Alberto Villapalos 55' | Estadio de Ganzábal · |  |

| 1r setembre 2019 | CE Atlètic Balears   | 1 - 0  | UD Las Palmas Atlético | Palma                                |  |
| 12:00 CEST       | Arturo Rodríguez 71' | [ 25 ] |                        | Estadi Balear · ~2.500 espectadors · |  |

| 8 setembre 2019 | Rayo Majadahonda              | 2 - 1  | CE Atlètic Balears | Madrid             |  |
| 12:00 CEST      | F. Llorente 34' · R. Mesa 65' | [ 25 ] | B. Díaz (p.p.) 45' | Cerro del Espino · |  |

| 15 setembre 2019 | CE Atlètic Balears                                   | 3 - 2  | UD Sanse                       | Palma                                |  |
| 12:00 CEST       | Jorge Ortiz 11' · Jorge Ortiz 52' · Toni Gabarre 65' | [ 25 ] | F. Ruiz 34' · J. Rodríguez 90' | Estadi Balear · ~2.500 espectadors · |  |

| 22 setembre 2019 | Pontevedra CF | 0 - 1  | CE Atlètic Balears | Pontevedra                     |  |
| 12:00 CEST       |               | [ 25 ] | Toni Gabarre 88'   | Estadio Municipal de Pasarón · |  |

| 29 setembre 2019 | CE Atlètic Balears                 | 2 - 0  | Coruxo FC | Palma                                |  |
| 12:00 CEST       | Jorge Ortiz 15' · Toni Gabarre 25' | [ 25 ] |           | Estadi Balear · ~2.500 espectadors · |  |

| 6 octubre 2019 | Racing de Ferrol | 0 - 3  | CE Atlètic Balears                                              | Ferrol                        |  |
| 12:00 CEST     |                  | [ 25 ] | Alberto Villapalos 53' · Gorka Iturraspe 56' · Toni Gabarre 63' | Estadio Municipal da Malata · |  |

| 13 octubre 2019 | CE Atlètic Balears                 | 2 - 0  | Sporting B | Palma                                |  |
| 12:00 CEST      | Jorge Ortiz 28' · Toni Gabarre 53' | [ 25 ] |            | Estadi Balear · ~2.500 espectadors · |  |

| 20 octubre 2019 | UE Eivissa | 0 - 1  | CE Atlètic Balears | Vila d'Eivissa                   |  |
| 12:00 CEST      |            | [ 25 ] | Toni Gabarre 55'   | Estadi Municipal de Can Misses · |  |

| 27 octubre 2019 | CE Atlètic Balears                                                           | 4 - 1  | CF Internacional | Palma                                |  |
| 12:00 CEST      | Jorge Ortiz 24' · Toni Gabarre 51' · Toni Gabarre 67' · Arturo Rodríguez 74' | [ 25 ] | Júnior 44'       | Estadi Balear · ~2.500 espectadors · |  |

| 3 novembre 2019 | CE Atlètic Balears                                        | 3 - 1  | Oviedo B    | Palma                                |  |
| 12:00 CEST      | Jorge Ortiz 20' · Toni Gabarre 41' · Jordan Holsgrove 43' | [ 25 ] | Alarcón 37' | Estadi Balear · ~2.500 espectadors · |  |

| 10 novembre 2019 | Atlètic de Madrid B | 0 - 0  | CE Atlètic Balears | Madrid             |  |
| 12:00 CEST       |                     | [ 25 ] |                    | Cerro del Espino · |  |

| 17 novembre 2019 | CE Atlètic Balears | 1 - 1  | Reial Madrid Castella | Palma                                |  |
| 12:00 CEST       | Jorge Ortiz 18'    | [ 25 ] | Pedro 11'             | Estadi Balear · ~3.300 espectadors · |  |

| 24 novembre 2019 | Getafe CF B   | 1 - 0  | CE Atlètic Balears | Madrid                        |  |
| 11:30 CEST       | Hugo Díaz 88' | [ 25 ] |                    | Ciudad Deportiva del Getafe · |  |

| 1r desembre 2019 | CE Atlètic Balears                                                                                          | 6 - 1  | RC Celta B | Palma                                |  |
| 12:00 CEST       | David Haro 18' · Toni Gabarre 28' · Arturo Rodríguez · 52'David Haro 71' · David Haro 85' · Alberto Gil 87' | [ 25 ] | Veiga 2'   | Estadi Balear · ~3.150 espectadors · |  |

| 8 desembre 2019 | UD Melilla | 0 - 0  | CE Atlètic Balears | Melilla                           |  |
| 11:30 CEST      |            | [ 25 ] |                    | Estadio Municipal Álvarez Claro · |  |

| 14 desembre 2019 | CE Atlètic Balears                 | 2 - 0  | Las Rozas CF | Palma                                |  |
| 12:00 CEST       | Jorge Ortiz 47' · Toni Gabarre 49' | [ 25 ] |              | Estadi Balear · ~2.800 espectadors · |  |

| 22 desembre 2019 | Marino de Luanco                            | 3 - 0  | CE Atlètic Balears | Lluanco                        |  |
| 12:00 CEST       | Álex Arias 14' · Álex Arias 70' · Guaya 73' | [ 25 ] |                    | Estadio Municipal de Miramar · |  |

| 5 gener 2020 | CE Atlètic Balears                     | 2 - 1  | Penya Esportiva | Palma                                |  |
| 12:00 CEST   | Toni Gabarre 4' · Jordan Holsgrove 23' | [ 25 ] | Higor 70'       | Estadi Balear · ~3.000 espectadors · |  |

| 12 gener 2020 | CE Atlètic Balears                                      | 3 - 1  | UP Llangréu | Palma                                |  |
| 12:00 CEST    | Pedro Orfila 34' · Gorka Iturraspe 39' · David Haro 46' | [ 25 ] | Ramiro 32'  | Estadi Balear · ~3.000 espectadors · |  |

| 19 gener 2020 | UD Las Palmas Atlético        | 2 - 1  | CE Atlètic Balears | Las Palmas de Gran Canaria      |  |
| 13:00 CEST    | Sato 14' · Juan Rodríguez 90' | [ 25 ] | Alberto Gil 77'    | Estadio Anexo de Gran Canaria · |  |

| 26 gener 2020 | CE Atlètic Balears | 1 - 0  | Rayo Majadahonda | Palma                                |  |
| 12:00 CEST    | Gorka Iturraspe 3' | [ 25 ] |                  | Estadi Balear · ~3.100 espectadors · |  |

| 2 febrer 2020 | UD Sanse | 0 - 1  | CE Atlètic Balears  | Madrid                                 |  |
| 12:00 CEST    |          | [ 25 ] | Estellés (p.p.) 45' | Estadio Municipal Nuevo Matapiñonera · |  |

| 9 febrer 2020 | CE Atlètic Balears                                              | 3 - 1  | Pontevedra CF     | Palma                                |  |
| 12:00 CEST    | Borja San Emeterio 51' · Gorka Iturraspe 56' · Toni Gabarre 89' | [ 25 ] | Álex González 32' | Estadi Balear · ~3.000 espectadors · |  |

| 16 febrer 2020 | Coruxo FC | 1 - 1  | CE Atlètic Balears | Vigo             |  |
| 12:00 CEST     | Silva 66' | [ 25 ] | Toni Gabarre 62'   | Estadio do Vao · |  |

| 23 febrer 2020 | CE Atlètic Balears | 1 - 0  | Racing de Ferrol | Palma                                |  |
| 12:00 CEST     | Toni Gabarre 32'   | [ 25 ] |                  | Estadi Balear · ~2.500 espectadors · |  |

| 1r març 2020 | Sporting B             | 2-0    | CE Atlètic Balears | Xixón              |  |
| 12:00 CEST   | García 15' · Chiki 18' | [ 25 ] |                    | Campo Pepe Ortiz · |  |

| 8 març 2020 | CE Atlètic Balears | 0-2    | UE Eivissa                                | Palma                                |  |
| 12:00 CEST  |                    | [ 25 ] | Kike López 18' · José Peris (autogol) 77' | Estadi Balear · ~3.000 espectadors · |  |

| Suspès | CF Internacional | Suspès | CE Atlètic Balears | Madrid                                          |  |
|        |                  | [ 14 ] |                    | Polideportivo Municipal de Boadilla del Monte · |  |

| Suspès | Oviedo B | Suspès | CE Atlètic Balears | Uviéu                           |  |
|        |          | [ 14 ] |                    | Ciudad Deportiva del Requexón · |  |

| Suspès | CE Atlètic Balears | Suspès | Atlètic de Madrid B | Palma           |  |
|        |                    | [ 14 ] |                     | Estadi Balear · |  |

| Suspès | Reial Madrid Castella | Suspès | CE Atlètic Balears | Madrid                      |  |
|        |                       | [ 14 ] |                    | Estadi Alfredo Di Stéfano · |  |

| Suspès | CE Atlètic Balears | Suspès | Getafe CF B | Palma           |  |
|        |                    | [ 14 ] |             | Estadi Balear · |  |

| Suspès | RC Celta B | Suspès | CE Atlètic Balears | Vigo                            |  |
|        |            | [ 14 ] |                    | Estadio Municipal de Barreiro · |  |

| Suspès | CE Atlètic Balears | Suspès | Unión Deportiva Melilla | Palma           |  |
|        |                    | [ 14 ] |                         | Estadi Balear · |  |

| Suspès | Las Rozas CF | Suspès | CE Atlètic Balears | Madrid                                          |  |
|        |              | [ 14 ] |                    | Polideportivo Municipal Dehesa de Navalcarbón · |  |

| Suspès | CE Atlètic Balears | Suspès | Club Marino de Luanco | Palma           |  |
|        |                    | [ 14 ] |                       | Estadi Balear · |  |

| Suspès | Penya Esportiva | Suspès | CE Atlètic Balears | Santa Eulària del Riu                     |  |
|        |                 | [ 14 ] |                    | Poliesportiu Municipal de Santa Eulària · |  |

### Playoff
| 19 juliol 2020                      | FC Cartagena                        | 0-0             | CE Atlètic Balears                    | Màlaga                                |                                       |
| 22:00 CEST                          |                                     | [ 25 ]          |                                       | La Rosaleda ·                         |                                       |
|                                     |                                     | Tanda de penals |                                       |                                       |                                       |
| Verza · Elady · De Vega · Caballero | Verza · Elady · De Vega · Caballero | 4-3             | Lekić · Peris · Gil · Shahoua · Ortiz | Lekić · Peris · Gil · Shahoua · Ortiz | Lekić · Peris · Gil · Shahoua · Ortiz |

| 23 juliol 2020 | CE Atlètic Balears | 0 - 1  | UE Cornellà | Marbella                           |  |
| 20:00 CEST     |                    | [ 25 ] | Agus 81'    | Municipal Antonio Lorenzo Cuevas · |  |

### Copa del Rei
| 17 desembre 2019 | Unionistas SCF | 1 - 0  | CE Atlètic Balears | Salamanca               |  |
| 20:30 CEST       | Javi Navas 19' | [ 25 ] |                    | Pistas del Helmántico · |  |